# Сербова, Яна Валерьевна
Яна Валерьевна Сербова (род. 8 июня 1980) — российская дзюдоистка, бронзовый призёр чемпионатов России 2002, 2003, 2004 и 2006 годов, чемпионка России среди молодёжи 2000 и 2002 годов, мастер спорта России. На чемпионате России 2005 года заняла 5-е место. Выступала в суперлёгкой весовой категории (до 48 кг).

## Спортивные результаты
- Первенство России по дзюдо среди молодёжи 2000 года — ;
- Первенство России по дзюдо среди молодёжи 2002 года — ;
- Чемпионат России по дзюдо 2002 года — ;
- Чемпионат России по дзюдо 2003 года — ;
- Чемпионат России по дзюдо 2004 года — ;
- Чемпионат России по дзюдо 2005 года — 5 место;
- Чемпионат России по дзюдо 2006 года — ;